# Warsingsfehn
Warsingsfehn is een dorp in het Landkreis Leer in de Duitse deelstaat Nedersaksen. Het dorp is onderdeel van de gemeente Moormerland en is de grootste plaats in die gemeente. Het gemeentebestuur van Moormerland is te Warsingsfehn gevestigd. Verder zetelen er de belangrijkste winkels, scholen en openbare instellingen van Moormerland. Het dorp gaat aan de zuidkant naadloos over in het aangrenzende Veenhusen, waar zich afrit 8 van de Autobahn A 31 bevindt.
Deze beide dorpen zijn na de Tweede Wereldoorlog sterk uitgebreid met woonwijken voor forensen, die te Emden of Leer werken.
De veenkolonie Warsingsfehn werd gesticht na de kerstvloed van 1717. Het werd genoemd naar de stichter, Gerhard Warsing, van wie de voorvaderen uit Amsterdam kwamen. Kerkelijk werd het een zelfstandige gemeente in 1895 toen de Jacobikerk gereed kwam.
- Nationale Bibliotheek van Israël: 987012672376105171
- Virtual International Authority File: 247841406